# Pierre Mouton (journaliste)
Pour les articles homonymes, voir Pierre Mouton et Mouton (homonymie).
Pierre Mouton était un journaliste français d'extrême-droite, qui fut directeur de l'Agence Prima presse dans les années 1930.

## Biographie
Né le 22 août 1896 à Lyon, licencié ès-lettres et ès-sciences, Pierre Mouton commence sa carrière en 1928 au Figaro. En 1933, il fonde le journal L'Action nouvelle avec Jacques Debu-Bridel, secrétaire délégué à la propagande financière du Faisceau, et la collaboration de Nino Balci. Il signe alors la préface du livre de Jean Barral comme directeur politique de L'Action nouvelle, puis participe à la rédaction du journal La Lutte des jeunes, lancé deux semaines après les émeutes du 6 février 1934, aux côtés de ceux qui la rejoignent en mai 1934 : Philippe Boegner, Pierre Drieu la Rochelle, Pierre Frédérix, Bertrand de Jouvenel, Henri Lefort, Pierre Norgueuv, Georges Roditi, et Guy Zucarelli.
En 1939, il succède à Paul Ferdonnet à la tête de l'Agence Prima presse où il est entré en 1934, après en avoir été le directeur politique à partir de septembre 1935, à l'âge de 39 ans.
Mobilisé en 1939, il est fait prisonnier en 1940 et libéré en juillet de la même année. En octobre 1940, il entre en qualité de rédacteur en chef au journal Paris-Soir, poste dont il démissionne en février 1941, tout en continuant d'y publier des éditoriaux dans lesquels il prône une politique de collaboration.
En février 1949, il est jugé par la Cour de Justice, soupçonné d'avoir appartenu à un service de renseignements allemand et d'avoir touché dès 1936, des fonds provenant des services de propagande nazie et d'avoir fait plusieurs voyages à Berlin. Il est condamné aux travaux forcés à perpétuité, à la dégradation nationale à vie et à la confiscation de ses biens.
Il meurt à Lyon le 28 février 1957.